# Gatunki lasotwórcze
Gatunki lasotwórcze – gatunki drzew o dużym znaczeniu gospodarczym, panujące lub współpanujące w drzewostanach określonego obszaru geograficznego.
G.l. w Polsce są gatunki z rodzajów:
- liściaste:
  - Dąb – Quercus
    - Dąb bezszypułkowy – Quercus petraea (Mattuschka) Liebl. (syn. Quercus sessilis Ehrh.)
    - Dąb szypułkowy – Quercus robur L. (syn. Quercus pedunculata Ehrh.)
    - Dąb omszony – Quercus pubescens Willd. (syn. Quercus lagulinosa Thuill.)
    - Dąb czerwony – Quercus rubra Du Roi (syn. Quercus borealis Ashe), w lasach często sadzony na obrzeżach, przy szlakach komunikacyjnych.

  - buk – Fagus
    - Buk zwyczajny – Fagus sylvatica L. Sp.Pl.2 1753

  - Brzoza – Betula
    - Brzoza ojcowska – Betula oycoviensis Bess. (Prim.Fl.Galic.ii.289. syn. Betula pendula ssp. oycoviensis (Besser) A.& D.Loeve)
    - Brzoza brodawkowata, Brzoza zwisła – Betula pendula Roth. Tent.Fl.Germ.i.405 (syn. Betula verrucosa Ehrh. Beitr.v.161;vi.98)
    - Brzoza omszona – Betula pubescens  Ehrh. Beitr.Naturk.(Ehrhart)6:98 1791

  - Jesion – Fraxinus
    - Jesion wyniosły – Fraxinus excelsior L.

  - Olsza – Alnus
    - Olsza czarna – Alnus glutinosa L. Gaertn. Fruct.ii 54,t.90 1791
    - Olsza szara – Alnus incana L. Moench
    - Olsza zielona, kosa olcha – Alnus viridis

  - grab – Carpinus
    - Grab zwyczajny, Grab pospolity – Carpinus betulus L. Sp.Pl.998 1753

  - topola – Populus Topole w drzewosatanach gospodarczych traktowane są często jako gatunki niepożądane, rzadziej jako biocenotyczne.
    - Topola biała, białodrzew – Populus alba L.
    - Topola osika – Populus tremula L.
    - Topola czarna, Topola nadwiślańska – Populus nigra L. Sp.Pl.2 1753

  - klon – Acer
    - Klon jawor – Acer pseudoplatanus L. Sp.Pl.2 1753
    - Klon polny, paklon – Acer campestre L. Sp.Pl. 1753
    - Klon zwyczajny, klon pospolity – Acer platanoides L. Sp.Pl.2 1753
    - Klon jesionolistny – Acer negundoL. Sp.Pl.2 1753. W drzewosatanach gospodarczych traktowany jako niepożądany.

  - Lipa – Tilia
    - Lipa drobnolistna – Tilia cordata
    - Lipa szerokolistna – Tilia platyphyllos

  - wierzba – Salix Wierzby w drzewosatanach gospodarczych traktowane są często jako gatunki niepożądane, rzadziej jako biocenotyczne.
    - Wierzba krucha – Salix fragilis
    - Wierzba biała – Salix alba L.

  - wiąz – Ulmus
    - Wiąz pospolity, wiąz polny – Ulmus carpinifolia Gleditsch Pflanzenverzeichn.354 1773 syn. Ulmus minor Mill., Ulmus campestris L., Ulmus glabra Mill., Ulmus foliacea Gilib.
    - Wiąz górski, brzost – Ulmus glabra Huds. Fl.Angl.(Hudson),ed.2.95 1762 syn. U. scabra Mill., U. montana With.
    - Wiąz szypułkowy, limak – Ulmus laevis Pall

  - robinia akacjowa – Robinia (popularnie, lecz błędnie, nazywana – akacją) Traktowana jako niepożądana.
  - drzewa owocowe w tym czeremcha – Prunus Większość drzew owocowych w lasach gospodarczych traktowana jest jako cenna domieszka biocenotyczna.
    - Czeremcha pospolita, czeremcha zwyczajna, trzemcha – Prunus padus L. Sp.Pl.473 1753, syn. Padus racemosa (Lam.)Gilib., Padus avium Mill. 
    - Czeremcha amerykańska – Padus serotina Sadzona wyjątkowo w zastępstwie rodzimej Cz. pospolitej.

  - kasztanowiec – Aesculus
    - Kasztanowiec zwyczajny, Kasztanowiec biały – Aesculus hippocastanum L. W lasach rzadki, traktowany jako domieszka biocenotyczna.
- iglaste:
  - Sosna – Pinus
    - Sosna zwyczajna, Sosna pospolita – Pinus sylvestris L.
    - Sosna górska, Kosodrzewina, kosówka właściwa – Pinus mugo Turra 1765, syn. P. pumilio Haenke, P. montana Miller
    - Sosna limba – Pinus cembra L.
    - Sosna wejmutka – Pinus strobus L.
    - Sosna Banksa, Sosna banka – Pinus banksiana Lamb. 1803,  syn. Pinus divaricata (Ait.) Sudworth, syn. Pinus sylvestris L. var. divaricata Ait.  Traktowana jako niepożądana.

  - Świerk – Picea
    - Świerk pospolity – Picea abies L.  H.Karst 1881 syn. P. excelsa (Lamb.) Link.) 

  - Jodła – Abies
    - Jodła pospolita, jodła biała – Abies alba Mill. 1768,  Abies pectinata (Lam.)DC. 

  - Modrzew – Larix
    - Modrzew europejski – Larix decidua Mill.
    - Modrzew polski – Larix polonica (Rac.) Szaf., Larix decidua ssp. polonica

  - Daglezja – Pseudotsuga
    - Jedlica zielona, Jedlica Douglasa – Pseudotsuga menziesii

  - cis – Taxus
    - Cis pospolity -Taxus baccata

  - jałowiec – Juniperus
    - Jałowiec pospolity – Juniperus communis L.